# Canal de Kazinga
O Canal Kazinga é um amplo canal natural de 32 quilômetros (20 milhas) de comprimento em Uganda, que liga o Lago Edward e o Lago George que faz parte do Parque Nacional Rainha Elizabeth.
O canal atrai uma variedade de animais e pássaros, ostentando uma das maiores concentrações de hipopótamos do mundo. Os passeios de barcos são comum no canal, e fonte de renda com o turismo local junto com a atividade pesqueira em pequenos vilarejos ao longo da margem do canal, como em Mweya e Kazinga.